# Альфонсо Дейвіс
Альфонсо Дейвіс (англ. Alphonso Davies, нар. 2 листопада 2000, Будубурам) — канадський футболіст ліберійського походження, лівий захисник і вінгер клубу «Баварія» та національної збірної Канади.

## Клубна кар'єра

### Ранні роки
Дейвіс народився в таборі біженців Будубурам в Гані, куди його батьки втекли з Ліберії, рятуючись від громадянської війни. Коли Алфонсо було п'ять років, його батьки переїхали в Канаду, в місто Віндзор, а в наступному році в Едмонтон.
Дейвіс грав за молодіжні команди «Едмонтон Інтернейшлнз» і «Едмонтон Страйкерз», а у 2015 році став гравцем молодіжної академії клубу «Ванкувер Вайткепс».

### «Ванкувер Вайткепс»
23 лютого 2016 року підписав контракт з «Вайткепс 2» (фарм-клубом «Ванкувер Вайткепс»), ставши наймолодшим гравцем в історії United Soccer League (на момент підписання контракту йому було 15 років і 3 місяці). У квітні Дейвіс дебютував за клуб у віці 15 років і 5 місяців. 15 травня 2016 року Дейвіс забив свій перший гол у професійній кар'єрі, ставши наймолодшим автором гола в історії United Soccer League (йому було 15 років і 6 місяців).
15 липня 2016 року Дейвіс підписав контракт з «Ванкувер Вайткепс» до 2018 року. На той момент він був наймолодшим чинним гравцем в MLS. 16 липня він дебютував в MLS, ставши другим наймолодшим гравцем в історії турніру після Фредді Аду. У вересні 2016 року забив свій перший гол в основному складі «Вайткепс» в матчі Ліги чемпіонів КОНКАКАФ проти «Спортінг Канзас-Сіті». Його вражаючі виступи в MLS викликали інтерес збоку європейських клубів, включаючи англійські «Манчестер Юнайтед», «Челсі» і «Ліверпуль».

### «Баварія»
25 липня 2018 року «Баварія» підписала попередній контракт з футболістом приблизно за 13 мільйонів євро. Контракт чинний з 1 січня 2019 року.

## Виступи за збірні
У 2014 і 2015 роках Дейвіс викликався в тренувальні табори збірних Канади з футболу для гравців до 15 і до 18 років. 17 березня 2016 року він був викликаний в збірну Канади до 20 років на товариський матч проти збірної Англії до 20 років. При цьому Дейвіс не був громадянином Канади й не міг представляти Канаду в матчах, що мають турнірне значення.
Громадянство Канади Дейвіс отримав на початку червня 2017 року, і вже 13 червня дебютував за національну збірну країни у товариській грі з Кюрасао, таким чином ставши наймолодшим гравцем в історії канадської збірної.
Того ж місяця Дейвіс був включений до складу збірної Канади на Золотий кубок КОНКАКАФ 2017 року. У першому ж матчі Канади на цьому турнірі Девіс зробив дубль у матчі проти Французької Гвіани (4:2), ставши наймолодшим автором голу в історії Золотого кубка, наймолодшим гравцем збірної Канади, що забив гол, а також першим гравцем, що народився у 2000-х роках і забив на міжнародному турнірі вищого рівня. Після цього він забив у своєму другому матчі на турнірі проти Коста-Рики (1:1) і допоміг канадцям вийти з групи.
У листопаді 2022 року Девіс був включений до складу збірної на чемпіонат світу в Катарі. У першому матчі збірної Канади на турнірі проти Бельгії 23 листопада він не зумів забити пенальті, коли Тібо Куртуа відбив його удар, через що канадці програли з рахунком 0:1. Однак у другому турі Дейвіс забив історичний перший гол збірної Канади на чемпіонатах світу, відзначившись у воротах Хорватії.
Наразі провів у формі головної команди країни 37 матчів, забивши 13 голів.
| Дата      | Місто    | Господарі         | Результат | Гості    | Турнір                         | Голи | Примітки |
| --------- | -------- | ----------------- | --------- | -------- | ------------------------------ | ---- | -------- |
| 6-6-2017  | Монреаль | Канада            | 2 – 1     | Кюрасао  | товариський матч               | -    |          |
| 7-7-2017  | Гаррісон | Французька Гвіана | 2 – 4     | Канада   | Кубок КОНКАКАФ 2017 - 1-й етап | 2    |          |
| 12-7-2017 | Х'юстон  | Коста-Рика        | 1 – 1     | Канада   | Кубок КОНКАКАФ 2017 - 1-й етап | 1    | 69'      |
| 15-7-2017 | Фріско   | Канада            | 0 – 0     | Гондурас | Кубок КОНКАКАФ 2017 - 1-й етап | -    | 73'      |
| Усього    |          | Матчів            | 4         |          | Голів                          | 3    |          |

## Титули і досягнення
- Чемпіон Німеччини (6):

«Баварія»: 2018-19, 2019-20, 2020-21, 2021-22, 2022-23, 2024-25
- Володар Кубка Німеччини (2):

«Баварія»: 2018-19, 2019-20
- Переможець Ліги чемпіонів УЄФА (1):

«Баварія»: 2019-20
- Володар Суперкубка Німеччини (4):

«Баварія»: 2020, 2021, 2022, 2025
- Переможець Суперкубка УЄФА (1):

«Баварія»: 2020
- Переможець Клубного чемпіонату світу (1):

«Баварія»: 2020